# باباي (لعبة فيديو)
باباي (بالإنجليزية: Popeye)‏ ، هي لعبة إلكترونية ترفيهية، أنتجت سنة 1982 من قبل شركة نينتندو، وبترخيص من الشركة الأمريكية كينغ فيوتشرز سينديكيت إنك، وتعمل لجهاز كمبيوتر العائلة وغيرها من الأنظمة الإلكترونية الأخرى.

## تكوين اللعبة
تتكون اللعبة من أربع مراحل، ومهمة هذه اللعبة هو جمع القلب التي تنثرها زيتونة، وبجانب الشاشة اليمنى أو اليسرى سبانخ وعلى باباي في اللعبة الحذر من بلوتو.

## وصلات خارجية
- Popeye at NinDB
- High Score Rankings for Popeye from المجرات التوأم  [لغات أخرى]‏